# Dark Necessities
"Dark Necessities" é uma canção da banda de rock norte-americana Red Hot Chili Peppers. A canção é o primeiro single do décimo primeiro álbum da banda, The Getaway. A banda anunciou em seu Twitter que "Dark Necessities" seria lançado em 5 de maio de 2016.
Esta música será o primeiro single oficial lançado pelo Red Hot Chili Peppers em quase 4 anos, desde o lançamento de "Brendan's Death Song" em 11 de junho de 2012.

## Posição nos Gráficos
| Gráfico (2016)                                 | Posição |
| ---------------------------------------------- | ------- |
| Estados Unidos (Billboard Rock Airplay)        | 7       |
| Estados Unidos (Billboard Alternative Airplay) | 20      |
| Estados Unidos (Billboard Mainstream Rock)     | 19      |

### Certificações
| País (Empresa) | Certificação |
| -------------- | ------------ |
| Itália (FIMI)  | Platina      |

## Créditos
Banda
- Flea – baixo
- Anthony Kiedis – vocal
- Josh Klinghoffer – guitarra, backing vocals
- Chad Smith – bateria, percussão